# Rana
Rana (česky skokan) je rod žab z čeledi skokanovití (Ranidae). Dříve zahrnoval veškeré skokany vyskytující se ve střední Evropě, nyní do tohoto rodu patří jen část středoevropských skokanů a zbytek je přeřazen do rodu Pelophylax. Rana zahrnuje skokany suchozemské – na vodních nádržích či tocích jsou závislé jen v době rozmnožování a larválního vývoje. Výjimkou je zejména skokan řecký (R. graeca), který se poblíž vody vyskytuje celoročně.
Oči jsou umístěny přibližně v linii hlavy tak, že při pohledu shora směřují do stran. Nejsou tedy uzpůsobeny pro pobyt na vodní hladině, jak tomu je u rodu Pelophylax, jenž má oči na vrcholku hlavy, aby mohl z vody sledovat dění nad vodní hladinou. Zbarvení skokanů rodu Rana je různé, často zelené či hnědé.

## Zástupci
Rod Rana zahrnuje asi 50 druhů.
- Rana amurensis
- Rana arvalis – skokan ostronosý
- Rana asiatica
- Rana aurora
- Rana boylii
- Rana camerani
- Rana cascadae
- Rana chaochiaoensis
- Rana chensinensis
- Rana chevronta
- Rana coreana
- Rana dalmatina – skokan štíhlý
- Rana draytonii
- Rana dybowskii
- Rana graeca
- Rana hanluica
- Rana holtzi
- Rana huanrenensis
- Rana iberica
- Rana italica
- Rana japonica
- Rana johnsi
- Rana kauffeldi[3]
- Rana kukunoris
- Rana kunyuensis
- Rana latastei
- Rana longicrus
- Rana luteiventris
- Rana macrocnemis
- Rana mortenseni
- Rana multidenticulata
- Rana muscosa
- Rana omeimontis
- Rana ornativentris
- Rana pirica
- Rana pretiosa
- Rana pseudodalmatina
- Rana pueyoi
- Rana pyrenaica
- Rana sakuraii
- Rana sauteri
- Rana shuchinae
- Rana sierrae
- Rana tagoi
- Rana temporaria – skokan hnědý
- Rana tlaloci
- Rana tsushimensis
- Rana weiningensis
- Rana zhengi
- Rana zhenhaiensis